# Thomas H. Collins
Thomas H. Collins, ameriški admiral, * 25. junij 1946, Stoughton, ZDA.